# Rejectaria parvipunctalis
Rejectaria parvipunctalis är en fjärilsart som beskrevs av William Schaus 1916. Rejectaria parvipunctalis ingår i släktet Rejectaria och familjen nattflyn. Inga underarter finns listade.